# Prairie du Chien (Wisconsin)
Pour les articles homonymes, voir Prairie du Chien.
Prairie du Chien est une ville située dans l'État du Wisconsin aux États-Unis. Elle est le siège du comté de Crawford et comptait 5 911 habitants en 2010.
Prairie du Chien fut bâtie par les Français à la fin du XVIIe siècle. La ville se trouve au confluent de la rivière Wisconsin et du Mississippi, un lieu stratégique le long de la voie navigable Fox-Wisconsin qui relie les Grands Lacs au Mississippi.
Les explorateurs français trouvèrent le site occupé par un groupe d'Amérindiens Renards, ou (Mesquakies), dont le chef se nommait, Alim, ce qui signifie « Chien », ils baptisèrent donc ce lieu « Prairie du Chien ». À l'origine, ce nom désignait uniquement la plaine sur laquelle la colonie était située, il devint ensuite le nom de la localité.

## Histoire

### Période française

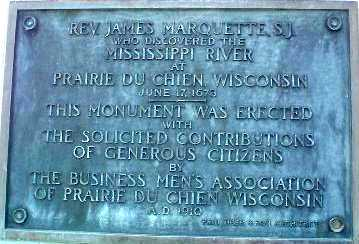
Plaque commémorant l'arrivée de Marquette à Prairie du Chien

Les premiers Européens arrivés à Prairie du Chien furent les explorateurs français Jacques Marquette et Louis Jolliet, qui y débarquèrent d'un canoë le 17 juin 1673 ; ils sont à l'origine de la découverte d'une route menant au Mississippi. La plupart des voyages entre le Canada français et le Mississippi passèrent alors par Prairie du Chien, même si quelques-uns empruntèrent la rivière Illinois.
En 1685, l'explorateur français Nicolas Perrot établit un comptoir (poste de traite) dans la région qui était alors très active dans la Traite des fourrures. L'importance de Prairie du Chien comme centre de ce commerce ne se démentira pas avant le milieu du XIXe siècle.

### Période britannique
En 1763, la Grande-Bretagne défait la France lors de la guerre de la Conquête et prend possession des territoires français d'Amérique du Nord, dont Prairie du Chien. Les Britanniques accroissent la traite des fourrures lors de leur occupation de cette région. Pendant la Guerre d'indépendance des États-Unis la ville est utilisée comme point de rencontre entre les troupes britanniques et leurs alliés amérindiens. Après le Traité de Paris (1783) qui octroie cette région aux États-Unis, les Britanniques et leurs partisans seront lents à se retirer. Ce n'est qu'après la guerre anglo-américaine de 1812 que la ville deviendra vraiment américaine.

### Après l'indépendance
Les autorités américaines seront lentes à réaliser l'importance stratégique de Prairie du Chien. Elles entreprennent en 1813 la construction de Fort Shelby. En juillet 1814 le fort est capturé par les soldats britanniques après la Bataille de Prairie du Chien. Les Anglais maintiennent leur contrôle sur la ville jusqu'à la fin de la guerre en 1815. Ne voulant plus laisser la porte ouverte à une nouvelle invasion venue du Canada, les Américains construisent Fort Crawford en 1816. C'est dans ce fort que seront signés les traités de Prairie du Chien de 1825 et 1829.
En 1829, le médecin militaire William Beaumont mène une expérimentation sur la digestion dans l'hôpital de Fort Crawford. Les découvertes de Beaumont sont toujours à la base de notre connaissance du système digestif humain.
Le Colonel Zachary Taylor, qui deviendra plus tard le 12e président des États-Unis, était commandant de Fort Crawford lors de la Guerre de Black Hawk en 1832. Taylor supervisa la reddition de Black Hawk à Prairie du Chien. Le Lieutenant Jefferson Davis, qui deviendra plus tard Président des États confédérés d'Amérique, était également stationné à Fort Crawford en même temps. C'est dans ce fort que Jefferson Davis rencontra la fille de Zachary Taylor, Sarah « Knoxie » Taylor, qu'il épousera en 1835.

#### Croissance économique et démographique

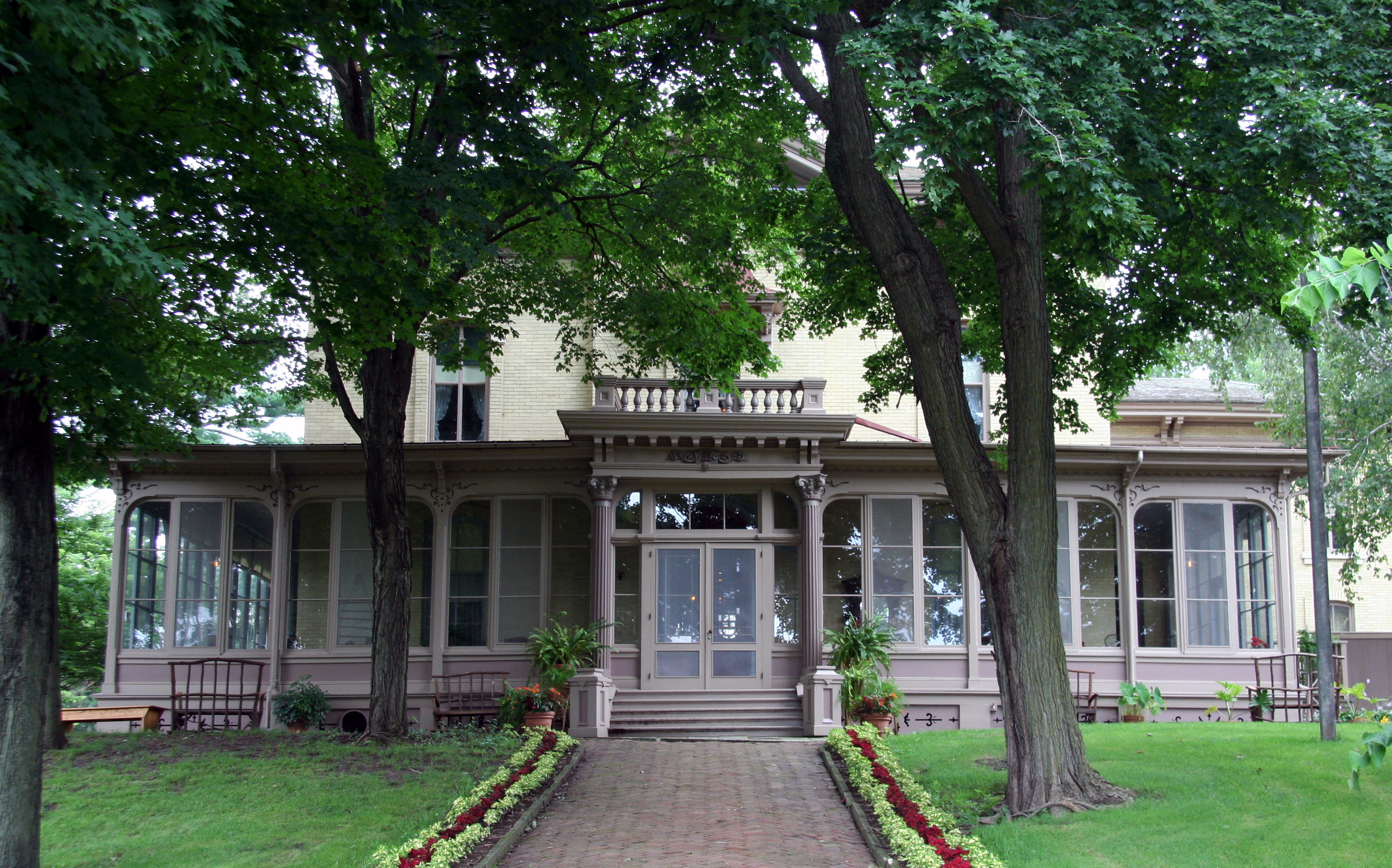
La « villa Louis » construite en 1870 par Louis Dousman.

À l'extérieur des murailles du fort, la vie au début du XIXe siècle était toujours dominée par le commerce de la fourrure dont les principaux acteurs sont Michel Brisbois, Joseph Rolette et Hercules Louis Dousman. Dousman en particulier qui parvient à faire fortune dans ce commerce. Cet argent, combiné aux revenus d'investissements sur des terres, des bateaux à vapeur et des chemins de fer, font de Dousman le premier millionnaire de l'État du Wisconsin. Dousman meurt en 1868, et son fils, H. Louis Dousman hérite de la plupart de ses biens. En 1870 Louis Dousman utilise une partie de son héritage pour bâtir une luxueuse maison victorienne sur le site de l'ancien Fort Shelby. À la mort de Louis en 1886, sa famille baptise la maison « Villa Louis » en sa mémoire. La famille Dousman occupera la maison jusqu'en 1913. Près de 40 ans plus tard, en 1952, la demeure deviendra le premier site historique officiel de l'État du Wisconsin.

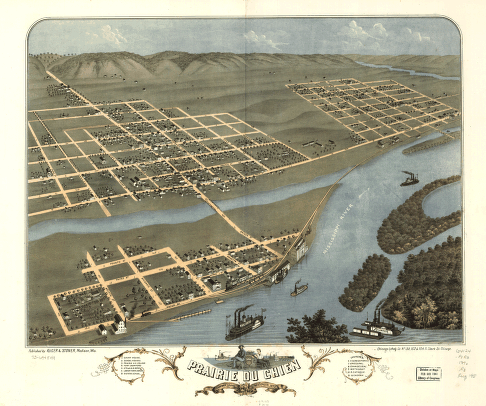
Plan de Prairie du Chien en 1870

Après le déclin du commerce de la fourrure, l'attention de Prairie du Chien se porte sur l'agriculture et le chemin de fer. Bien que la ville soit reliée au chemin de fer Milwaukee & Mississippi Railroad en 1857, la largeur du Mississippi pose un problème à la poursuite de la ligne vers l'Iowa. On règle temporairement le problème en chargeant les trains sur des ferries à Prairie du Chien pour leur permettre de traverser le fleuve.
Une solution plus durable est trouvée par Michael Spettel et John Lawler, qui dessinent un pont flottant permettant aux trains de traverser le fleuve en 1874. Lawler obtient la plus grande part du crédit de cette invention et amasse une petite fortune avec sa réalisation. Lawler donnera plus tard une propriété pour établir deux pensionnats catholiques à Prairie du Chien, le St. Mary's Institute (maintenant Mount Mary College, de Milwaukee) et Campion High School. Campion High School sera particulièrement réputé pour la qualité de son enseignement et produira quelques étudiants devenus célèbres comme Vicente Fox, George Wendt et David Doyle. Campion restera en activité jusqu'en 1975.

## Géographie

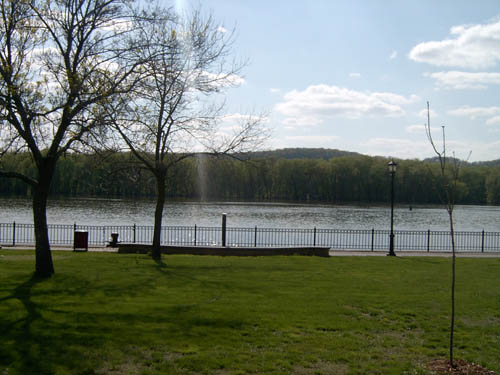
Le Mississippi à Prairie du Chien

Prairie du Chien se trouve sur une plaine triangulaire bordée à l'ouest par le Mississippi, au sud par la Wisconsin, et sur l'est-nord-est par une série de collines. Selon le Bureau du recensement des États-Unis, la localité de Prairie du Chien occupe une superficie de 16,4 km2 dont 14,5 km2 de terres et 1,9 km2 de surfaces aquatiques. Alors que la cité occupe la plus grande partie de la plaine, les portions restantes au nord de ses limites font partie du village Prairie du Chien et d'un hameau nommé Frenchtown. Au sud, la plaine est occupée par la localité de Bridgeport (Wisconsin), c'est ici qu'elle se termine par le confluent marécageux de la Wisconsin et du Mississippi.
Les eaux du Mississippi, rongeant la plaine, ont créé des îles. Alors que la plupart d'entre elles sont trop petites et inondables pour avoir jamais été habitées, l'une d'entre elles, plus vaste (environ 100 ha), à l'ouest du centre de Prairie du Chien, en était la quatrième section jusqu'à l'inondation de 1965 qui imposa de reloger ses habitants. Lors de ce déplacement de population, la plupart des constructions sans signification historique particulière furent enlevées. Aujourd'hui nommée St. Feriole Island, elle est devenue un parc de la ville.

## Économie

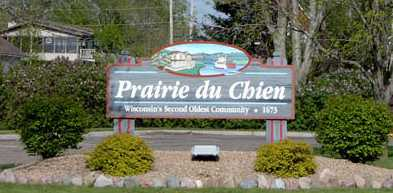
Bienvenue à Prairie du Chien

En plus d'un secteur touristique un peu plus important que la moyenne, grâce à son inscription au registre du National Historic Landmark, l'économie de Prairie du Chien est comparable à celle de la plupart des localités du Midwest de semblable importance. Les services et la production de biens sont les principaux employeurs de ses habitants, une usine 3M et un centre commercial en sont les plus gros employeurs privés. L'administration locale est le plus gros employeur institutionnel de la ville avec le palais de justice et les bureaux du comté de Crawford ainsi qu'un pénitencier d'État. Prairie du Chien dispose également de l'un des ports du Mississippi les plus fréquentés du Wisconsin, de deux chemins de fer et d'un aéroport municipal à deux pistes, ce qui en fait un centre logistique régional important.

## Personnalités liées à la commune
- Nicholas Boilvin (1761-1827), coureur des bois